# Місцева пошта

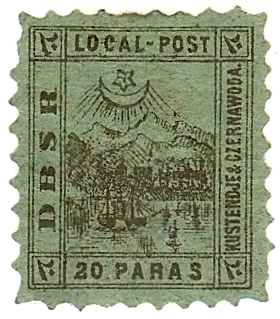
Місцева марка Дунайської та Чорноморської залізниці Kustendje Harbour Company Limited 1865 року

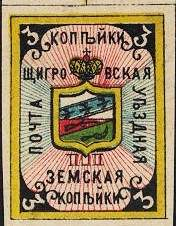
Земська марка 1882 року

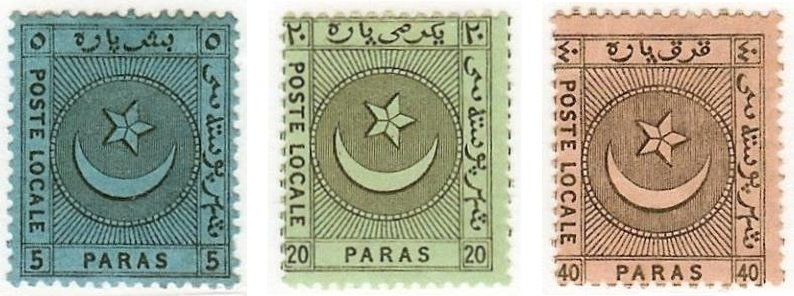
Місцеві марки пошти Liannos et Cie 1865 року в Константинополі

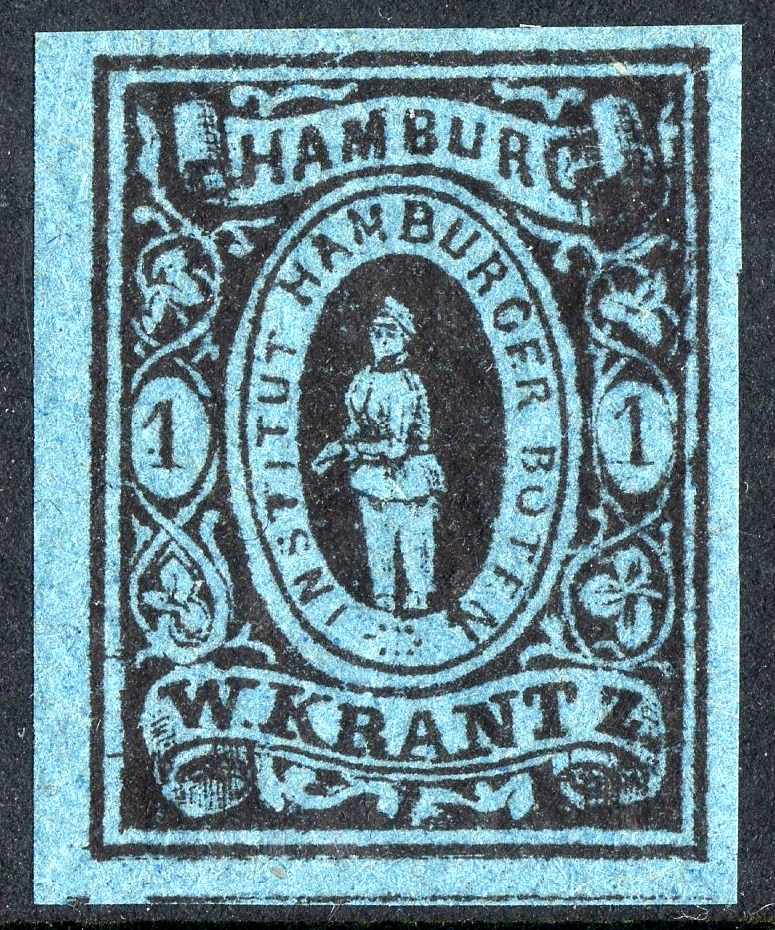
Приватна місцева поштова марка Гамбурга, випущена 1863 року

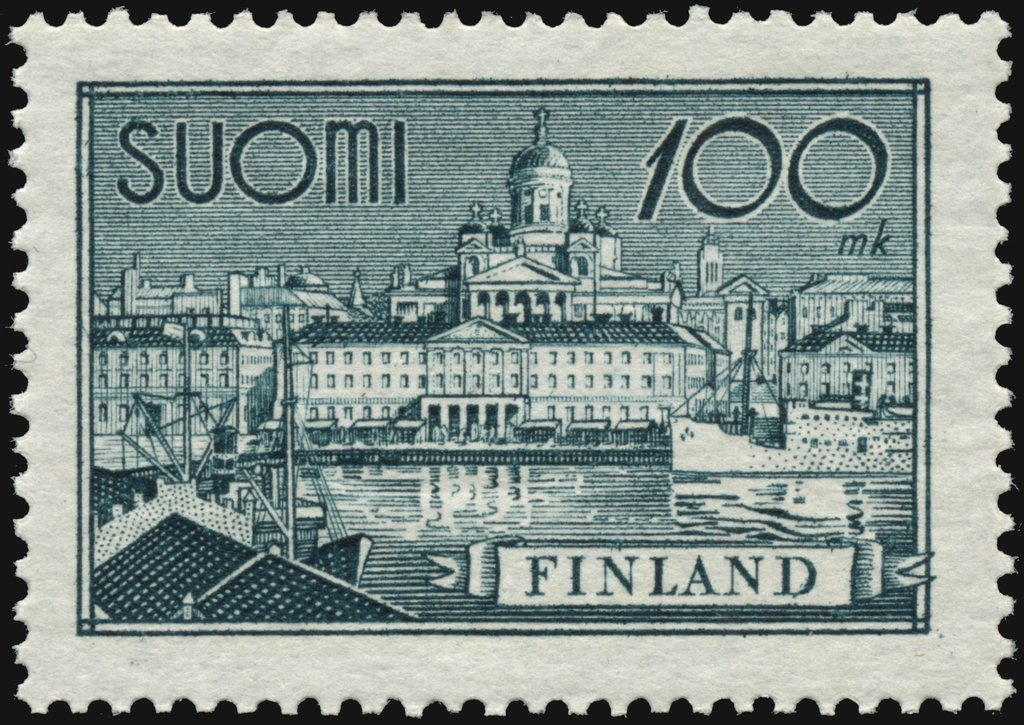
Місцева поштова марка Гельсінкі, випущена 1955 року

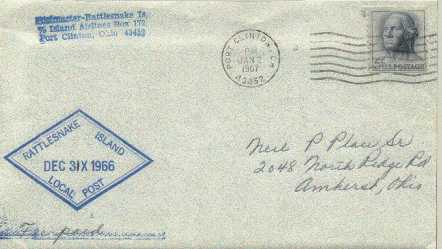
Обкладинка місцевої пошти з острова Раттлзнейк від 31 грудня 1966 року

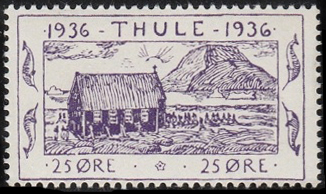
Місцева поштова марка Туле, Гренландія

Місцева пошта — поштова служба, яка діє лише в межах обмеженої географічної території, як правило, міста або одного транспортного маршруту. Історично склалося так, що деякі місцеві пости управлялися урядом, а інші, відомі як приватні місцеві пости, були комерційними компаніями. Сьогодні багато колекціонерів марок керують місцевими поштовими відділеннями, випускаючи власні поштові марки, відомі як «місцеві» або «попелюшки», для інших колекціонерів, але рідко перевозять пошту.

## Офіційні місцеві пости
Державні місцеві пошти сягають щонайменше 1680 року, коли в Лондоні було засновано міська пошта для доставки пошти всередині міста за єдиною ставкою в один пенні.
З 1840 року, коли вперше були введені поштові марки, часто випускалися спеціальні марки; наприклад, кантони Швейцарії випускали марки для використання в межах кантону з написом «Poste-Local» або «Orts-Post». Місто Венден в Російській імперії випускала марки для місцевої пошти з 1862 по 1901 рік, тоді як Нікарагуа випускала марки лише для Селайї через використання іншої валюти.
У сільській місцевості Росії земська пошта обробляла місцеву пошту незалежно від центрального уряду; деякі з них проіснували до революції 1917 року.

## Приватні локальні повідомлення
У багатьох країнах у той чи інший час існували приватні місцеві пости. Зазвичай вони діяли з мовчазної згоди уряду, а в інший час — у конкуренції. Типи місцевих пошт включали внутрішньоміські системи, трансконтинентальні доставки (наприклад, Поні-експрес) і річкові маршрути. Багато з них існували лише короткий проміжок часу, і про їх діяльність мало що відомо. Деякі з їхніх марок належать до великих раритетів філателії.
У 1865 році в Константинополі було засновано місцеву поштову компанію Liannos et Cie для розповсюдження пошти, яка надходила до міста і не була адресована арабською мовою, оскільки співробітники Османської поштової служби не вміли читати латинський алфавіт. Марки були надруковані Перкінсом Беконом з пластин, які зараз зберігаються в музеї Королівського філателістичного товариства Лондона. У 1866 році була створена друга служба від імені єгипетської пошти, що діяла в місті, щоб вирішити ту ж проблему. Обидві служби тривали недовго.
У 1895 році W. Frese & Co. із Сан-Франциско, діючи як агент Oceanic Phosphate Company, випустила серію поштових марок для пошти, що перевозилася між Каліфорнією та місцем видобутку гуано на острові Кліппертон, який закінчився в 1898 році.
У 2012 році Penny Farthing Post у Б'юді, Корнуолл, Англія, керувала поштовою службою для Б'юді, Стреттона та Поугіла, доставляючи пошту на велосипеді з пенні-фартингом за 25 пенсів. Грем Еклз надрукував власні марки та створив службу у відповідь на те, що Королівська пошта підняла ціни на поштові марки до 60 пенсів. Закрито в червні 2012 року через надмірну кількість повідомлень.
У 2013 році компанія EJ Teare Newsagents заснувала Welly Post як приватний перевізник місцевої пошти у Веллінгтоні, Сомерсет, Англія. Місцева доставка була обмежена селом Веллінгтон і 2,5 милі (4,0 км) миль за селом. Послуга була створена після того, як клієнти скаржилися на високу вартість поштових відправлень.

## Приватні місцеві пости Сполучених Штатів
Приватні місцеві пошти зазвичай випускають власні марки, які можуть стати предметами колекціонування. Ці марки зазвичай гасять спеціальними погашеннями, і таким чином можна відзначити їх перший день випуску.

### American Letter Mail Company
У 1844 році Лізандер Спунер заснував American Letter Mail Company, конкуруючи з законною монополією Поштового відділення США (USPO), нині Поштова служба США (USPS), порушуючи Статут приватних експресів. Йому вдалося доставляти пошту за нижчими цінами, але уряд США кинув виклик Спунеру судовими заходами, зрештою у 1851 році змусивши його припинити діяльність.

### Hawai'i Post
З кінця 1990-х до 2014 року служба обміну повідомленнями Hawai'i Post, що базується в Гонолулу, друкувала марки для використання з місцевою службою доставки для Вайкікі.

### Незалежна поштова система Америки
У 1968 році Томас М. Мюррей (1927—2003) заснував Незалежну поштову систему Америки (IPSA) як загальнонаціональний комерційний перевізник пошти третього та четвертого класу, у прямій конкуренції з поштою Сполучених Штатів (USPO), тепер Поштова служба США (USPS). Але в 1971 році, коли компанія зайнялася бізнесом доставки першим класом, вони пережили низку судових позовів, порушених проти них, що зрештою призвело до краху компанії в середині 1970-х років. За роки своєї діяльності компанія випустила низку марок, у тому числі пам'ятні марки для Ліндона Б. Джонсона, Мартіна Лютера Кінга та Чарльза Ліндберга ще до USPS.

### Острів Гримучої Змії
Острів Гримучої Змії має 85 акрів (0,34 км2) площі, розташований на озері Ері поблизу Пут-Ін-Бей, 11 миль (18 км) на північний схід від Порт-Клінтона, штат Огайо, і мала єдину санкціоновану USPS місцеву пошту, що діяла в Сполучених Штатах. Протягом багатьох років пошта надавалася за допомогою Ford Trimotor, який перевозив пошту між островом і материком. З 1966 по 1989 рік пошта USPS направлялася через Порт-Клінтон, штат Огайо. Він був перезапущений у 2005 році і працював до 2010 року засновником доктором Джеймсом Фрекелтоном, поки не помер 30.11.2012. Вихідна пошта з острова надходила в поштовий потік USPS через Сандаскі, штат Огайо. RILP залишався бездіяльним, поки резидент Порт-Клінтона Дейв Гілл не відновив місцеву пошту з першим новим випуском 11-10-2022 комерційних суден, які обслуговують острови озера Ері. Наступний випуск «Битви на озері Ері» заплановано на 9 жовтня 2023 року, до 210-ї річниці битви. Griffing Flying Services має контракт RILP і знаходиться в Порт-Клінтоні, штат Огайо, у тому самому місці, де обслуговувалась місцева пошта в 1966—1989 роках.

## Локальні марки любителів
Сьогодні місцеві поштовики випускають свої місцеві поштові «марки», а також випускають різноманітні пам'ятні «марки», що охоплюють широке коло подій або особистих інтересів, на теми, які зазвичай не випускаються поштовими службами їхніх країн.
У деяких випадках ці сучасні місцеві пошти випустили марки з темами до того, як їхня країна випустила ту саму тему. Місцева пошта вільного штату випустила марку Оді Леон Мерфі задовго до того, як Поштова служба США випустила марку з такою ж тематикою. Місцева пошта AAF Ascension, розташована на острові Вознесіння у південній частині Атлантичного океану, у 1972 році відзначила річницю першого літака, який приземлився на острові. Ця ж тема була відзначена поштовою системою острова Вознесіння в 1982 році.
Цей вид місцевої пошти фактично є «домашньою» поштовою системою, і типовий любитель перевозить небагато, якщо взагалі переносить пошту (хоча деякі переносять пошту на невелику відстань для себе або кількох людей).
Товариство колекціонерів місцевої пошти, засноване в 1972 році, координує комунікацію між місцевими поштовиками. LPCS видає регулярний бюлетень «The Poster» для своїх членів по всьому світу, розповідаючи історії місцевих пошт, показуючи нові випуски та інші пов'язані з ними матеріали.

## Подальше читання
- Stanley Gibbons Priced Catalogue of The Local Postage Stamps of the World. London: Stanley Gibbons, 1899.
- L.N. & M. Williams. Priced Catalogue of Local Postage Stamps with Erik F. Hurt, 1942. Supplement 1948.